# Carnival of Light
Carnival of Light (englisch für: Karneval des Lichts) ist ein bis heute unveröffentlichtes Stück der Beatles. Außer den engsten Mitarbeitern hat niemand dieses obskure Werk gehört. In den offiziellen Studioprotokollen ist nur verbürgt, dass die Beatles am 5. Januar 1967 nach einer Overdub-Session für Penny Lane unter der Leitung von Paul McCartney eine knapp vierzehnminütige Klangcollage ohne Form, Takt, Tonart und Melodie aufnahmen.
Ein Vierspur-Tonbandgerät wurde dabei mit allerlei Geräuschen und Bandschleifen belegt, dazu kamen stark verzerrte Gitarren, Schlagzeug und Orgeltöne. Das Arbeiten mit Bandschleifen war den Beatles seit Tomorrow Never Knows bekannt. Bemerkenswert ist allerdings, dass bereits 18 Monate vor John Lennons Revolution 9 mit absolut freien Klangformen experimentiert wurde.
Das Stück ging aus einem formlosen Auftrag für ein vom Künstlertrio Douglas Binder, Dudley Edwards und Dave Vaughan organisiertes Mixed-Media-Event hervor, das am 28. Januar und am 4. Februar 1967 im Roundhouse Theatre in London stattfinden sollte.
Der damalige Toningenieur Geoff Emerick erinnerte sich wie folgt an die Session:

“When they had finished George Martin said to me ‘This is ridiculous, we’ve got to get our teeth into something a little more constructive’.”

„Als sie fertig waren, sagte George Martin zu mir: ‚Das ist lächerlich, wir müssen uns mit etwas Konstruktiverem befassen.‘“

Nicht nur wegen der Länge des Stücks wurde McCartneys Vorschlag abgelehnt, es auf dem Album Anthology 2 zu veröffentlichen, sondern auch, weil George Harrison damals sagte, er möge keine Avantgardemusik. Paul McCartney plant, den Song zu veröffentlichen, falls Ringo Starr und die Nachlassverwalter von Lennon und Harrison zustimmen.